# Lake Summerset
Lake Summerset es un lugar designado por el censo ubicado en el condado de Winnebago en el estado estadounidense de Illinois. En el Censo de 2010 tenía una población de 2048 habitantes y una densidad poblacional de 316,93 personas por km².

## Geografía
Lake Summerset se encuentra ubicado en las coordenadas 42°27′14″N 89°23′25″O / 42.45389, -89.39028. Según la Oficina del Censo de los Estados Unidos, Lake Summerset tiene una superficie total de 6.46 km², de la cual 5.33 km² corresponden a tierra firme y (17.52%) 1.13 km² es agua.

## Demografía
Según el censo de 2010, había 2048 personas residiendo en Lake Summerset. La densidad de población era de 316,93 hab./km². De los 2048 habitantes, Lake Summerset estaba compuesto por el 96.14% blancos, el 1.03% eran afroamericanos, el 0.24% eran amerindios, el 0.44% eran asiáticos, el 0% eran isleños del Pacífico, el 1.17% eran de otras razas y el 0.98% pertenecían a dos o más razas. Del total de la población el 3.52% eran hispanos o latinos de cualquier raza.